# 獲驗證的最長壽者列表
列表為經验证的最長壽者列表，至今為止，人類史上最長壽者為法國女性讓娜·卡爾芒，122歲164天（也是至今唯一120歲以上的人）。現任全世界最長壽在世人物是英國女性埃塞爾·凱特勒姆。此列表共列出人類史上已獲驗證最長壽女性100人和最長壽男性100人。
注：本条目中在世人物年龄可能未更新导致显示不正确，建议先刷新以获取最新数据。

## 獲驗證最長壽女性100人
本列表僅收錄經驗證的超級人瑞，主要依據為老人學研究組織（GRG）編製的2015年資料或吉尼斯世界紀錄。後來的案例來自最近的GRG數據。行政報告或新聞報導不宜當作主要來源，但可當作輔助來源。
  已故
  在世
  有爭議
| 排名 | 姓名                                                                         | 出生           | 逝世           | 壽命       | 居住或 逝世地點 |
| ---- | ---------------------------------------------------------------------------- | -------------- | -------------- | ---------- | --------------- |
| 01   | 讓娜·卡爾芒                                                                  | 1875年2月21日  | 1997年8月4日   | 122歲164天 | 法國            |
| 02   | 田中加子                                                                     | 1903年1月2日   | 2022年4月19日  | 119歲107天 | 日本            |
| 03   | 莎拉·勞絲                                                                    | 1880年9月24日  | 1999年12月30日 | 119歲097天 | 美国            |
| 04   | 露西爾·朗東                                                                  | 1904年2月11日  | 2023年1月17日  | 118歲340天 | 法國            |
| 05   | 田島鍋                                                                       | 1900年8月4日   | 2018年4月21日  | 117歲260天 | 日本            |
| 06   | 瑪麗-路易絲·梅耶尔                                                           | 1880年8月29日  | 1998年4月16日  | 117歲230天 | 加拿大          |
| 07   | 維奥萊特·布朗                                                                | 1900年3月10日  | 2017年9月15日  | 117歲189天 | 牙买加          |
| 08   | 瑪麗亞·布拉尼亞斯·莫雷拉                                                     | 1907年3月4日   | 2024年8月19日  | 117岁168天 | 西班牙          |
| 09   | 艾瑪·莫拉諾                                                                  | 1899年11月29日 | 2017年4月15日  | 117歲137天 | 義大利          |
| 010  | 都千代                                                                       | 1901年5月2日   | 2018年7月22日  | 117歲081天 | 日本            |
| 011  | 德爾菲亞·威爾福德                                                            | 1875年9月9日   | 1992年11月14日 | 117歲066天 | 美国            |
| 012  | 大川美佐緒                                                                   | 1898年3月5日   | 2015年4月1日   | 117歲027天 | 日本            |
| 013  | 弗朗西斯卡·塞爾薩·多斯桑托斯                                                 | 1904年10月21日 | 2021年10月5日  | 116歲349天 | 巴西            |
| 014  | 玛丽亚·埃丝特·德·卡波维利亚                                                  | 1889年9月14日  | 2006年8月27日  | 116歲347天 |                 |
| 015  | 伊娜·卡納巴羅·盧卡斯                                                         | 1908年6月8日   | 2025年4月30日  | 116歲326天 | 巴西            |
| 016  | 蘇珊娜·瓊斯                                                                  | 1899年7月6日   | 2016年5月12日  | 116歲311天 | 美国            |
| 017  | 格特魯德·韋弗                                                                | 1898年7月4日   | 2015年4月6日   | 116歲276天 | 美国            |
| 018  | 茹利娅·玛丽亚·弗朗西斯卡·西芒                                                | 1901年1月9日   | 2017年10月8日  | 116歲272天 | 巴西            |
| 019  | 巽房                                                                         | 1907年4月25日  | 2023年12月12日 | 116歲231天 | 日本            |
| 020  | 安东尼娅·达·圣克鲁斯                                                         | 1905年6月13日  | 2022年1月23日  | 116歲224天 | 巴西            |
| 021  | 糸岡富子                                                                     | 1908年5月23日  | 2024年12月29日 | 116歲220天 | 日本            |
| 022  | 豬飼種                                                                       | 1879年1月18日  | 1995年7月12日  | 116歲175天 | 日本            |
| 023  | 讓娜·博特                                                                    | 1905年1月14日  | 2021年5月22日  | 116歲128天 | 法國            |
| 024  | 伊莉莎白·博登                                                                | 1890年8月15日  | 2006年12月11日 | 116歲118天 | 美国            |
| 025  | 貝斯·庫珀                                                                    | 1896年8月26日  | 2012年12月4日  | 116歲100天 | 美国            |
| 026  | 瑪麗亞·朱塞帕·羅布奇                                                         | 1903年3月20日  | 2019年6月18日  | 116歲090天 | 義大利          |
| 027  | 泰克拉·尤涅维奇                                                              | 1906年6月10日  | 2022年8月19日  | 116歲070天 | 波蘭            |
| 028  | 安娜·瑪麗亞·貝拉·魯比歐                                                      | 1901年10月29日 | 2017年12月15日 | 116歲047天 | 西班牙          |
| 029  | 朱塞平娜·普罗耶托                                                            | 1902年5月30日  | 2018年7月6日   | 116歲037天 | 義大利          |
| 030  | 伊斯特尔·威金斯                                                              | 1874年6月1日   | 1990年7月7日   | 116歲036天 | 美国            |
| 031  | 傑拉琳·塔利                                                                  | 1899年5月23日  | 2015年6月17日  | 116歲025天 | 美国            |
| 032  | 伊迪·切卡雷利                                                                | 1908年2月5日   | 2024年2月22日  | 116歲017天 | 美国            |
| 033  | 埃塞爾·凱特勒姆                                                              | 1909年8月21日  | 在世           | 115岁364天 | 英国            |
| 034  | 艾拉·米勒                                                                    | 1884年12月6日  | 2000年11月21日 | 115歲351天 | 美国            |
| 035  | 中地茂代                                                                     | 1905年2月1日   | 2021年1月11日  | 115歲345天 | 日本            |
| 036  | 玛吉·巴恩斯                                                                  | 1882年3月6日   | 1998年1月19日  | 115歲319天 | 美国            |
| 037  | 迪娜·曼弗雷迪尼                                                              | 1897年4月4日   | 2012年12月17日 | 115歲257天 | 美国            |
| 038  | 秋山下江                                                                     | 1903年5月19日  | 2019年1月29日  | 115歲255天 | 日本            |
| 039  | 海絲特·福特                                                                  | 1905年8月15日  | 2021年4月17日  | 115歲245天 | 美国            |
| 040  | 林岡木                                                                       | 1909年9月2日   | 2025年4月26日  | 115歲236天 | 日本            |
| 041  | 夏綠蒂·休斯                                                                  | 1877年8月1日   | 1993年3月17日  | 115歲228天 | 英国            |
| 042  | 艾德納·帕克                                                                  | 1893年4月20日  | 2008年11月26日 | 115歲220天 | 美国            |
| 043  | 玛丽·安·罗兹                                                                 | 1882年8月12日  | 1998年3月3日   | 115歲203天 | 加拿大          |
| 044  | 東京的匿名女性                                                               | 1900年3月15日  | 2015年9月27日  | 115歲196天 | 日本            |
| 045  | 瑪格麗特·斯基特                                                              | 1878年10月27日 | 1994年5月7日   | 115歲192天 | 美国            |
| 046  | 玛格达莱娜·奥利弗·加瓦罗                                                     | 1903年10月31日 | 2019年5月1日   | 115歲182天 | 西班牙          |
| 047  | 伯尼斯·马迪根                                                                | 1899年7月24日  | 2015年1月3日   | 115歲163天 | 美国            |
| 048  | 格特鲁德·贝恩斯                                                              | 1894年4月6日   | 2009年9月11日  | 115歲158天 | 美国            |
| 049  | 貝蒂·威爾遜                                                                  | 1890年9月13日  | 2006年2月13日  | 115歲153天 | 美国            |
| 050  | 松下真                                                                       | 1904年3月30日  | 2019年8月27日  | 115歲150天 | 日本            |
| 051  | 艾丽斯·韦斯特曼                                                              | 1905年8月28日  | 2021年1月3日   | 115歲128天 | 美国            |
| 052  | 朱莉·溫妮弗雷德·伯特蘭                                                       | 1891年9月16日  | 2007年1月18日  | 115歲124天 | 加拿大          |
| 053  | 瑪丽亞·德热蘇斯                                                              | 1893年9月10日  | 2009年1月2日   | 115歲114天 | 葡萄牙          |
| 054  | 瑪麗-約瑟芬·高德特                                                           | 1902年3月25日  | 2017年7月13日  | 115歲110天 | 義大利          |
| 055  | 蘇西·吉布森                                                                  | 1890年10月31日 | 2006年2月16日  | 115歲108天 | 美国            |
| 055  | 特尔玛·萨克利夫                                                              | 1906年10月1日  | 2022年1月17日  | 115歲108天 | 美国            |
| 057  | 埃德娜·克恩                                                                  | 1900年10月14日 | 2016年1月20日  | 115歲098天 | 美国            |
| 058  | 玛丽-罗斯·泰西耶                                                             | 1910年5月21日  | 在世           | 115岁91天  | 法國            |
| 059  | 伊莉莎白·弗朗西斯                                                            | 1909年7月25日  | 2024年10月22日 | 115歲089天 | 美国            |
| 060  | 卡西尔达·贝内加斯·加列戈                                                     | 1907年4月8日   | 2022年6月28日  | 115歲081天 | 阿根廷          |
| 061  | 奧古斯塔·霍爾茨                                                              | 1871年8月3日   | 1986年10月21日 | 115歲079天 | 美国            |
| 062  | 瓦倫丁·利尼（Valentine Ligny）                                               | 1906年10月22日 | 2022年1月4日   | 115歲074天 | 法國            |
| 063  | 亨德里克耶·范·安德爾-席佩爾                                                  | 1890年6月29日  | 2005年8月30日  | 115歲062天 | 荷蘭            |
| 064  | 貝西·亨德里克斯（Bessie Hendricks）                                          | 1907年11月7日  | 2023年1月3日   | 115歲057天 | 美国            |
| 065  | 茉德·法里斯-盧斯                                                             | 1887年1月21日  | 2002年3月18日  | 115歲056天 | 美国            |
| 066  | 北川美奈（北川みな，Mina Kitagawa）                                                  | 1905年11月3日  | 2020年12月19日 | 115歲046天 | 日本            |
| 067  | 瑪麗·布雷蒙特                                                                | 1886年4月25日  | 2001年6月6日   | 115歲042天 | 法國            |
| 068  | 乙成芳（乙成ヨシ，Yoshi Otsunari）                                                   | 1906年12月17日 | 2022年1月26日  | 115歲040天 | 日本            |
| 069  | 大久保琴                                                                     | 1897年12月24日 | 2013年1月12日  | 115歲019天 | 日本            |
| 070  | 安東妮亞·吉里娜·李維拉（Antonia Gerena Rivera）                              | 1900年5月19日  | 2015年6月2日   | 115歲014天 | 美国            |
| 071  | 長谷川千代乃                                                                 | 1896年11月20日 | 2011年12月2日  | 115歲012天 | 日本            |
| 072  | 安妮·詹寧斯（Annie Jennings）                                                | 1884年11月12日 | 1999年11月20日 | 115歲08天  | 英国            |
| 073  | 兵庫的匿名女性                                                               | 1907年4月29日  | 2022年4月30日  | 115歲01天  | 日本            |
| 074  | 伊娃·莫里斯                                                                  | 1885年11月8日  | 2000年11月2日  | 114歲360天 | 英国            |
| 075  | 迪琳达·玛丽亚·达·孔塞桑（Diolinda Maria da Conceição）                       | 1906年3月10日  | 2021年3月4日   | 114歲359天 | 巴西            |
| 076  | 知念蒲                                                                       | 1895年5月10日  | 2010年5月2日   | 114歲357天 | 日本            |
| 077  | 索菲娅·羅哈斯                                                                | 1907年8月13日  | 2022年7月30日  | 114歲351天 | 哥伦比亚        |
| 078  | 瑪丽亞·戈梅斯·瓦伦廷                                                         | 1896年7月9日   | 2011年6月21日  | 114歲347天 | 巴西            |
| 079  | 瑪麗·比德韋爾（Mary Bidwell）                                                | 1881年5月19日  | 1996年4月25日  | 114歲342天 | 美国            |
| 080  | 黑泽尔·普莱默（Hazel Plummer）                                               | 1908年6月19日  | 2023年5月25日  | 114歲340天 | 美国            |
| 081  | 奧菲莉亞·伯克斯（Ophelia Burks）                                             | 1903年10月25日 | 2018年9月27日  | 114歲337天 | 美国            |
| 082  | 娜奧米·懷特黑德                                                              | 1910年9月26日  | 在世           | 114岁328天 | 美国            |
| 083  | 古屋薰（Kahoru Furuya）                                                      | 1908年2月18日  | 2022年12月25日 | 114歲310天 | 日本            |
| 084  | 玛丽·约瑟芬·雷                                                               | 1895年5月17日  | 2010年3月7日   | 114歲294天 | 美国            |
| 085  | 戈尔迪·施泰因贝格                                                            | 1900年10月30日 | 2015年8月16日  | 114歲290天 | 美国            |
| 086  | 石黑喜代子（Kiyoko Ishiguro）                                                | 1901年3月4日   | 2015年12月5日  | 114歲276天 | 日本            |
| 087  | 瑪麗亞·多·高度·邁亞-洛佩斯（Maria do Couto Maia-Lopes）                      | 1890年10月24日 | 2005年7月25日  | 114歲274天 | 葡萄牙          |
| 087  | 厄多克谢·巴布尔                                                              | 1901年10月1日  | 2016年7月1日   | 114歲274天 |                 |
| 089  | 蘿瑪娜·特立妮達·伊格萊西亞斯-約旦（Ramona Trinidad Iglesias-Jordan）         | 1889年8月31日  | 2004年5月29日  | 114歲272天 | 波多黎各        |
| 090  | 日野由纪惠（日野ユキヱ，Yukie Hino）                                                   | 1902年4月17日  | 2017年1月13日  | 114歲271天 | 日本            |
| 090  | 奥林迪娜·尤文西奥·阿塔纳西奥·达席尔瓦（Olindina Juvêncio Atanásio da Silva） | 1906年5月25日  | 2021年2月20日  | 114歲271天 | 巴西            |
| 092  | 露西娅·劳拉·桑杰尼托                                                         | 1910年11月22日 | 在世           | 114岁271天 | 義大利          |
| 093  | 夏洛特·克雷奇曼                                                              | 1909年12月3日  | 2024年8月27日  | 114歲268天 | 德国            |
| 094  | 德爾凡·吉布森（Delphine Gibson）                                             | 1903年8月17日  | 2018年5月9日   | 114歲265天 | 美国            |
| 095  | 歐仁妮·布朗夏爾                                                              | 1896年2月16日  | 2010年11月4日  | 114歲261天 |                 |
| 095  | 近藤峰                                                                       | 1910年9月1日   | 2025年5月20日  | 114歲261天 | 日本            |
| 097  | 玛丽·罗伊斯特（Mary Royster）                                                | 1875年4月15日  | 1989年12月28日 | 114歲257天 | 美国            |
| 098  | 韋內雷·皮齊納托（Venere Pizzinato）                                          | 1896年11月23日 | 2011年8月2日   | 114歲252天 | 義大利          |
| 099  | 涅瓦·莫里斯                                                                  | 1895年8月3日   | 2010年4月6日   | 114歲246天 | 美国            |
| 0100 | 瑪麗·安娜·朗（Mary Ana Long）                                                | 1905年2月18日  | 2019年10月16日 | 114歲240天 | 美国            |

## 獲驗證最長壽男性100人
本列表僅收錄經驗證的超級人瑞，主要依據為老人學研究組織（GRG）編製的2015年資料或吉尼斯世界紀錄。後來的案例來自最近的GRG數據。行政報告或新聞報導不宜當作主要來源，但可當作輔助來源。
  已故
  在世
  有爭議
|      | 姓名                                                      | 出生           | 逝世           | 壽命       | 居住或逝世地點 |
| ---- | --------------------------------------------------------- | -------------- | -------------- | ---------- | -------------- |
| 01   | 木村次郎右衛門                                            | 1897年4月19日  | 2013年6月12日  | 116歲054天 | 日本           |
| 02   | 克里斯蒂安·莫特森                                         | 1882年8月16日  | 1998年4月25日  | 115歲252天 | 美国           |
| 03   | 艾米利亞諾·梅爾卡多·德爾托羅                              | 1891年8月21日  | 2007年1月24日  | 115歲156天 | 波多黎各       |
| 04   | 胡安·比森特·佩雷斯                                        | 1909年5月27日  | 2024年4月2日   | 114歲311天 | 委內瑞拉       |
| 05   | 奥拉西奥·塞利·门多萨                                      | 1897年1月3日   | 2011年9月25日  | 114歲265天 | 秘魯           |
| 06   | 沃爾特·布魯寧                                             | 1896年9月21日  | 2011年4月14日  | 114歲205天 | 美国           |
| 07   | 中願寺雄吉                                                | 1889年3月23日  | 2003年9月28日  | 114歲189天 | 日本           |
| 08   | 托马斯·皮纳莱斯·菲格雷奥                                  | 1906年3月31日  | 2020年9月24日  | 114歲177天 |                |
| 09   | 瓊·里路德阿伯特                                           | 1889年12月15日 | 2004年3月5日   | 114歲081天 | 西班牙         |
| 010  | 弗雷德·黑尔                                               | 1890年12月1日  | 2004年11月19日 | 113歲354天 | 美国           |
| 011  | 伊斯雷尔·克里斯塔尔                                       | 1903年9月15日  | 2017年8月11日  | 113歲330天 | 以色列         |
| 012  | 埃夫拉因·安東尼奧·里奧斯·加西亞                           | 1910年4月4日   | 2024年1月11日  | 113歲282天 | 哥伦比亚       |
| 013  | 約翰遜·帕克斯（Johnson Parks）                            | 1884年10月15日 | 1998年7月17日  | 113歲275天 | 美国           |
| 014  | 田鍋友時                                                  | 1895年9月18日  | 2009年6月19日  | 113歲274天 | 日本           |
| 015  | 約翰·英格拉姆·麥克莫蘭                                    | 1889年6月19日  | 2003年2月24日  | 113歲250天 | 美国           |
| 016  | 野中正造                                                  | 1905年7月25日  | 2019年1月20日  | 113歲179天 | 日本           |
| 017  | 毛羅·安布里茲·塔皮亞（Mauro Ambriz Tapia）                | 1897年11月21日 | 2011年4月18日  | 113歲148天 | 墨西哥         |
| 018  | 弗雷德里克·弗雷澤（Frederick Frazier）                    | 1880年1月27日  | 1993年6月14日  | 113歲138天 | 美国           |
| 019  | 尤西比奧·金特羅·洛佩斯                                    | 1910年3月6日   | 2023年7月16日  | 113歲132天 | 哥伦比亚       |
| 020  | 唐納德·巴特勒 (Donald Butler)                             | 1885年8月21日  | 1998年12月27日 | 113歲128天 | 美国           |
| 021  | 詹姆斯·西斯內特                                           | 1900年2月22日  | 2013年5月23日  | 113歲090天 |                |
| 021  | 温塞斯劳·莱瓦·冈萨雷斯（Wenceslao Leyva Gonzalez）        | 1903年9月28日  | 2016年12月27日 | 113歲090天 | 墨西哥         |
| 023  | 多明戈·维拉·阿维森西奥（Domingo Villa Avisencio）         | 1906年8月26日  | 2019年11月3日  | 113歲069天 | 墨西哥         |
| 024  | 馬克西米亞諾·何塞·多斯桑托斯（Maximiano José dos Santos） | 1893年2月22日  | 2006年4月25日  | 113歲062天 | 巴西           |
| 025  | 沃爾特·理查森（Walter Richardson）                        | 1885年11月7日  | 1998年12月25日 | 113歲048天 | 美国           |
| 026  | 弗朗西斯科·努涅斯·奧利韋拉                                | 1904年12月13日 | 2018年1月29日  | 113歲047天 | 西班牙         |
| 027  | 亨利·阿林罕（Henry Allingham）                            | 1896年6月6日   | 2009年7月18日  | 113歲042天 | 英国           |
| 028  | 埃米利奧·弗洛雷斯·馬爾克斯                                | 1908年8月8日   | 2021年8月12日  | 113歲04天  | 波多黎各       |
| 029  | 渡边智哲                                                  | 1907年3月5日   | 2020年2月23日  | 112歲355天 | 日本           |
| 030  | 安東尼奧·托德（Antonio Todde）                            | 1889年1月22日  | 2002年1月3日   | 112歲346天 | 義大利         |
| 031  | 萨图尼诺·德拉富恩特                                       | 1909年2月11日  | 2022年1月18日  | 112歲341天 | 西班牙         |
| 032  | 莫瑟斯·哈迪                                               | 1894年1月6日   | 2006年12月7日  | 112歲335天 | 美国           |
| 033  | 若昂·马里尼奥·内托                                        | 1912年10月5日  | 在世           | 112岁319天 | 巴西           |
| 034  | 小出保太郎                                                | 1903年3月13日  | 2016年1月19日  | 112歲312天 | 日本           |
| 035  | 約翰·埃文斯（John Evans）                                 | 1877年8月19日  | 1990年6月10日  | 112歲295天 | 英国           |
| 036  | 施平                                                      | 1911年11月1日  | 2024年6月29日  | 112歲241天 | 中国           |
| 037  | 理查德·阿文·奧弗頓                                        | 1906年5月11日  | 2018年12月27日 | 112歲230天 | 美国           |
| 038  | 德利奧·文圖羅蒂（Delio Venturotti）                       | 1909年10月25日 | 2022年6月1日   | 112歲219天 | 巴西           |
| 039  | 石崎傳藏                                                  | 1886年10月2日  | 1999年4月29日  | 112歲209天 | 日本           |
| 040  | 喬治·弗朗西斯（George Francis）                           | 1896年6月6日   | 2008年12月27日 | 112歲204天 | 美国           |
| 041  | 詹姆斯·金（James King）                                   | 1854年11月15日 | 1967年6月5日   | 112歲202天 | 美国           |
| 042  | 乔治·托马斯（Georges Thomas）                             | 1911年11月19日 | 2024年6月1日   | 112歲195天 | 法國           |
| 043  | 約瑟普·阿爾芒苟（Josep Armengol）                         | 1881年7月23日  | 1994年1月20日  | 112歲181天 | 西班牙         |
| 044  | 喬凡尼·弗勞（Giovanni Frau）                              | 1890年12月29日 | 2003年6月19日  | 112歲172天 | 義大利         |
| 045  | 儒勒·西奧博爾德（Jules Théobald）                         | 1909年4月17日  | 2021年10月5日  | 112歲171天 | 法國           |
| 046  | 約翰·培特（John Painter）                                 | 1888年9月20日  | 2001年3月1日   | 112歲162天 | 美国           |
| 047  | 马塞尔·梅斯（Marcel Meys）                                | 1909年7月12日  | 2021年12月15日 | 112歲156天 | 法國           |
| 048  | 吉田正光                                                  | 1904年5月30日  | 2016年10月29日 | 112歲152天 | 日本           |
| 049  | 百井盛                                                    | 1903年2月5日   | 2015年7月5日   | 112歲150天 | 日本           |
| 050  | 維克托·錢卡·桑托斯（Victor Chanca Santos）                | 1910年6月14日  | 2022年11月9日  | 112歲148天 | 秘魯           |
| 051  | 薗部儀三郎                                                | 1911年11月6日  | 2024年3月31日  | 112歲146天 | 日本           |
| 052  | 埃夫拉因·努涅斯·努涅斯（Efrain Nunez Nunez）              | 1904年12月28日 | 2017年5月22日  | 112歲145天 |                |
| 053  | 亞勒腓·費萊蒙·科爾                                        | 1876年7月12日  | 1988年11月25日 | 112歲136天 | 美国           |
| 054  | 約西諾·列維諾·費雷拉                                      | 1913年4月3日   | 在世           | 112岁139天 | 巴西           |
| 055  | 奥哥斯托·莫列拉                                           | 1896年10月6日  | 2009年2月13日  | 112歲130天 | 葡萄牙         |
| 056  | 若昂·扎诺尔（João Zanol）                                 | 1907年10月13日 | 2020年2月12日  | 112歲122天 | 巴西           |
| 057  | 喬治·強生                                                 | 1894年5月1日   | 2006年8月30日  | 112歲121天 | 美国           |
| 057  | 上田幹藏                                                  | 1910年5月11日  | 2022年9月9日   | 112歲121天 | 日本           |
| 059  | 劳伦斯·布鲁克斯                                           | 1909年9月12日  | 2022年1月5日   | 112歲115天 | 美国           |
| 060  | 桑傑士·布拉斯克斯                                         | 1901年6月8日   | 2013年9月13日  | 112歲097天 | 美国           |
| 061  | 約翰·廷尼斯伍德                                           | 1912年8月26日  | 2024年11月25日 | 112歲091天 | 英国           |
| 062  | C·P·克勞福德（CP Crawford）                               | 1907年9月12日  | 2019年11月23日 | 112歲090天 | 美国           |
| 063  | 荷黑·杜蘭·科拉（Jorge Durany Coral）                      | 1909年4月23日  | 2021年7月21日  | 112歲089天 | 墨西哥         |
| 064  | 山下義一（Yoshikazu Yamashita）                           | 1907年4月10日  | 2019年7月7日   | 112歲088天 | 日本           |
| 065  | 渡名喜元完                                                | 1884年10月30日 | 1997年1月24日  | 112歲086天 | 日本           |
| 066  | 伊利耶·乔坎                                               | 1913年6月10日  | 在世           | 112岁71天  | 羅馬尼亞       |
| 067  | 罗伯特·威顿                                               | 1908年3月29日  | 2020年5月28日  | 112歲060天 | 英国           |
| 068  | 橋元唯之助（Tadanosuke Hashimoto）                        | 1891年4月27日  | 2003年5月31日  | 112歲034天 | 日本           |
| 069  | 谷久米吉（Kumekichi Tani）                                | 1891年4月20日  | 2003年5月12日  | 112歲022天 | 日本           |
| 070  | 埃内斯特·佩罗诺（Ernest Peronneau）                       | 1902年3月7日   | 2014年3月26日  | 112歲019天 | 美国           |
| 071  | 詹姆斯·威金斯（James Wiggins）                            | 1879年10月15日 | 1991年10月16日 | 112歲01天  | 美国           |
| 072  | 乔治·费尔德曼（George Feldman）                           | 1906年12月2日  | 2018年12月2日  | 112歲00天  | 美国           |
| 073  | 小川纲平（Tsunahei Ogawa）                                | 1907年1月9日   | 2019年1月4日   | 111歲360天 | 日本           |
| 074  | 阿圖羅·利卡塔（Arturo Licata）                            | 1902年5月2日   | 2014年4月24日  | 111歲357天 | 義大利         |
| 075  | 斯坦尼斯瓦夫·科瓦爾斯基                                   | 1910年4月14日  | 2022年4月5日   | 111歲356天 | 波蘭           |
| 076  | 西爾弗里奧·佩雷拉·阿亞拉（Silverio Pereira Ayala）        | 1906年6月11日  | 2018年5月30日  | 111歲353天 | 巴拉圭         |
| 077  | 法兰克·森光（Frank Morimitsu）                            | 1886年12月26日 | 1998年12月9日  | 111歲348天 | 美国           |
| 078  | 沃爾特·H·蘇厄德（Walter H. Seward）                       | 1896年10月13日 | 2008年9月14日  | 111歲337天 | 美国           |
| 079  | 福斯蒂諾·巴爾加斯·培瑞茲（Faustino Vargas Pérez）         | 1896年9月27日  | 2008年8月20日  | 111歲328天 |                |
| 080  | 莫里斯·弗洛凱                                             | 1894年12月25日 | 2006年11月10日 | 111歲320天 | 法國           |
| 081  | 肯·威克斯                                                 | 1913年10月5日  | 在世           | 111岁319天 |                |
| 082  | 瓦莱里奥·皮罗迪（Valerio Piroddi）                        | 1905年11月13日 | 2017年9月18日  | 111歲309天 | 義大利         |
| 083  | 中村茂                                                    | 1911年1月11日  | 2022年11月15日 | 111歲308天 | 日本           |
| 084  | 亞瑟·納許（Arthur Nash）                                  | 1885年1月7日   | 1996年11月4日  | 111歲302天 | 加拿大         |
| 085  | 詹姆斯·麥可庫布雷（James McCoubrey）                      | 1901年9月13日  | 2013年7月5日   | 111歲295天 | 美国           |
| 086  | 埃兹拉·希尔（Ezra Hill）                                  | 1910年12月19日 | 2022年10月4日  | 111歲289天 | 英国           |
| 087  | 胡利奧·薩爾達里亞加·埃爾南德斯                            | 1913年11月3日  | 在世           | 111岁290天 | 哥伦比亚       |
| 088  | 周仁慶                                                    | 1913年11月7日  | 在世           | 111岁286天 | 中国           |
| 089  | 約翰·莫塞萊·特納                                          | 1856年6月15日  | 1968年3月21日  | 111歲280天 | 英国           |
| 090  | 赫爾曼·多爾內曼（Hermann Dörnemann）                      | 1893年5月27日  | 2005年3月2日   | 111歲279天 | 德国           |
| 091  | 伊拉里奧·奧羅斯科·萊穆斯                                  | 1913年11月3日  | 2025年8月5日   | 111歲275天 | 墨西哥         |
| 092  | 勞倫斯·湯普森（Laurence Thompson）                        | 1887年1月23日  | 1998年10月24日 | 111歲274天 | 美国           |
| 093  | 安東尼奧·烏雷亞·埃尔南德斯（Antonio Urrea Hernandez）     | 1888年2月18日  | 1999年11月15日 | 111歲270天 | 西班牙         |
| 094  | 宮城朝輝（Choki Miyagi）                                  | 1904年11月15日 | 2016年8月7日   | 111歲266天 | 日本           |
| 095  | 魯本·辛克萊（Reuben Sinclair）                            | 1911年12月5日  | 2023年8月27日  | 111歲265天 | 加拿大         |
| 096  | 亞瑟·卡特（Arthur Carter）                                | 1889年10月5日  | 2001年6月11日  | 111歲249天 | 美国           |
| 097  | 桑托斯·里瓦斯（Santos Hildebrando Rivas Garcia）          | 1911年8月17日  | 2023年4月17日  | 111歲243天 | 薩爾瓦多       |
| 098  | 揚·馬希爾·雷斯肯斯（Jan Machiel Reyskens）                | 1878年5月11日  | 1990年1月7日   | 111歲241天 | 荷蘭           |
| 099  | 海蘇斯·莫斯特歐·佩雷斯（Jésus Mosteo Pérez）              | 1908年1月1日   | 2019年8月28日  | 111歲239天 | 西班牙         |
| 0100 | 法蘭克·席維斯特（Frank Sylvester）                        | 1893年6月25日  | 2005年2月12日  | 111歲232天 | 美国           |

## 註解
1. ↑  布拉尼亞斯·莫雷拉生於 美国加州舊金山。
2. ↑  朱尼維茨生於 奥匈帝国皇冠領地加利西亞和洛多梅里亞王國的首府利沃夫，現在隸屬烏克蘭。
3. ↑  曼佛瑞迪尼生於 義大利王國。
4. ↑  約瑟芬·高德特生於 美国新罕布什尔州曼徹斯特。
5. ↑  貝內加斯-加列戈生於 巴拉圭。
6. ↑  霍爾茨生於 德意志帝國。
7. ↑  雷生於 加拿大。
8. ↑  施泰因贝格生於 俄罗斯帝国基希涅夫，現在隸屬摩爾多瓦。
9. ↑  莫特森生於 丹麦。
10. ↑  麥考布雷生於 纽芬兰自治领，現在隸屬加拿大。